# 18638 Nouet
18638 Nouet è un asteroide della fascia principale. Scoperto nel 1998, presenta un'orbita caratterizzata da un semiasse maggiore pari a 2,6507052 UA e da un'eccentricità di 0,1796490, inclinata di 9,40878° rispetto all'eclittica.